# Demonax alboapicalis
Demonax alboapicalis là một loài bọ cánh cứng trong họ Cerambycidae.